# José Antonio de la Loma
José Antonio de la Loma Hernández  (* 4. März 1924 in Barcelona; † 6. April 2004 ebenda) war ein spanischer Drehbuchautor, Regisseur, Filmproduzent und Schriftsteller.

## Leben
Während seiner Hochschulzeit entwickelte der Sohn eines Offiziers Interesse für das Drehbuchschreiben. Von 1945 bis 1951 verdiente er seinen Lebensunterhalt als Lehrer in einem der ärmsten Stadtteile von Barcelona. Diese Erfahrung führte zu seinem Roman Sin la sonrisa de Dios, der 1954 unter der Regie von Julio Salvador verfilmt wurde.
Mit dieser Veröffentlichung konnte er als Drehbuchschreiber für Ignacio F. Iquino und seine Firma Laurus Films Fuß fassen; sein erstes verfilmtes direktes Drehbuch war La hija del mar (Regie: Àngel Guimerà). Er schrieb Bücher mit realistischem Anspruch, aber auch viel Genreware; so über ein Dutzend Italowestern, von 1963 bis 1965 für die Produktionen von Alfonso Balcázar.
1960 hatte er bereits seine eigene Produktionsfirma P.C. Java gegründet; später folgten Films Zodiaco (1971) und Golden Sun (1987). Für 36 Filme wird er auch als Regisseur gelistet.
In den 1970er und 1980er Jahren war er einer der Vertreter des Cine quinqui, Filme mit sozialkritischem Touch im Milieu (oftmals eingewanderter) Jugendlicher in den ärmeren Vierteln der spanischen Städte.

## Filmografie (Auswahl)

### Regisseur
- 1959: Die aus dem Kelch der Liebe trinken (Un mundo para mí)
- 1961: Flucht vor dem Schafott (Fuga desesperada)
- 1965: Jetzt sprechen die Pistolen (Perché uccidi ancora?)
- 1966: Dinamita Jim
- 1967: Feuer frei auf Frankie
- 1968: Carrera – Das Geheimnis der blonden Katze (El magnifico Tony Carrera)
- 1970: War Time – Angriff im Morgengrauen (Golpe de mano)
- 1971: Die Haie von Barcelona (La redada)
- 1972: El más fabuloso golpe del Far West
- 1979: Street Warriors II (Perros callejeros II)
- 1982: Target – Gewalt gegen Gewalt (Jugando con la muerte)
- 1984: Die Killermaschine (Goma-2)
- 1989: Man of Passion (Pasión de hombre)
- 1991: Tödliche Täuschung (Lolita al desnudo)

### Drehbuch
- 1965: Die Gejagten der Sierra Nevada (El ranch de los implacables)
- 1965: 100.000 Dollar für Ringo (100.000 Dollari per Ringo)
- 1965: Im Reiche des silbernen Löwen
- 1965: Durchs wilde Kurdistan
- 1965: Sancho – dich küßt der Tod (Sette magnifiche pistole)
- 1965: Vergeltung in Catano (Tierra de fuego)
- 1965: Der letzte Mohikaner
- 1966: Unter der Flagge des Tigers (El tigre de los siete mares)
- 1966: Donner über dem Indischen Ozean (Tormenta sobre el Pacífico)
- 1966: Die unerbittlichen Fünf (I cinque della vendetta)
- 1966: Der Mann aus Texas (The Texican)
- 1966: Die unerbittlichen Fünf (I cinque della vendetta)
- 1966: Gemini 13 – Todesstrahlen auf Kap Canaveral (Operazione Goldman)
- 1967: Ein Stoßgebet für drei Kanonen (Professionisti per un massacro)
- 1967: Tal der Hoffnung (Clint el solitario)
- 1967: Operation Taifun (Con la muerte a la espalda)
- 1983: Conquest

## Bücher
- 1949: Sin la sonrisa de dios
- Estación de servicio
- El undécimo mandamiento
- Perros callejeros